# 週刊明星
週刊明星（しゅうかんみょうじょう）は、集英社が発行していた週刊誌。1958年7月27日 創刊、1991年12月26日 終刊。特に芸能週刊誌として人気を集めた。
女性週刊誌で見られる芸能ゴシップやスポーツ、映画、テレビ、社会問題・事件、皇室などの話題を掲載していた。
現在も刊行されている『Myojo 明星』（タレント誌。旧：『明星』）とは別系列である。

## 創刊

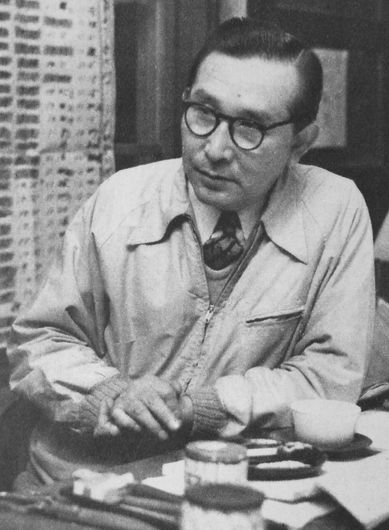
本郷保雄（1954年）

1956年の『週刊新潮』に始まって出版社系週刊誌の創刊が相次ぎ、1952年に月刊誌『明星』を創刊した集英社では、1957年12月に『週刊明星』の創刊準備室を発足させ、『明星』を成功させた本郷保雄が編集長、社外から室伏哲郎、永田久光を招き、編集方針は若い読者層を狙った『週刊新潮』のジュニア版とした。
創刊号の1958年7月27日号は、若者に一番人気のある作家ということで三島由紀夫のエッセイ「不道徳教育講座」の連載、及び連載小説に獅子文六、石坂洋次郎、柴田錬三郎、松本清張の4人の人気作家、随筆に石川達三、金田正一と長嶋茂雄の対談というラインナップとなった。また特集記事のライターとして、草柳大蔵と、梶山季之を起用した。

## 梶山季之の活躍
『文藝春秋』と並行してライターとしてスタートしたばかりの梶山は、11月9日号で、警察官職務執行法改正案（令状なくしての捜索や、予防拘禁が可能という条文があった）に関する記事「またコワくなる警察官―デートも邪魔する警職法!」でセンセーションを巻き起こして、芸能週刊誌のイメージを覆す。
続いて同年の皇太子妃決定のニュースを記者が掴み、当時は新聞社間で、宮内庁の正式発表までは記事にしないという報道協定があったが、11月16日号で協定破りのスクープ掲載を準備する。しかし締切り前日に東宮教育係の小泉信三から記事の見合わせを依頼され、代わりに梶山が「話題小説 皇太子の恋」を一晩で書き上げて掲載した。直後にAP通信が正田美智子の名前を発信、続いて『週刊実話』も名前入りの記事を掲載。2日遅れで『週刊明星』9月24日号で、記事、写真の充実した内容で掲載。これには大きな反響があり、60万部を発行して9割を売った。9月27日には宮内庁の発表が行われる。しかしこのスクープは業界内では抜け駆けと言われ、その後は発行部数も低迷。その後草柳は『女性自身』、梶山は『週刊文春』に移る。

## 路線変更
1959年に『週刊平凡』が創刊されて部数で追い越されると、1960年からは編集長も変わり、芸能週刊誌に方針を変更する。スターの結婚記事の多さで『週刊結婚』などとも呼ばれるが、発行部数は伸びて、昭和40年代には100万部を突破し、週刊誌のトップとなった。1977年でも『週刊プレイボーイ』に次ぐ65万部としている。

## 掲載作品

### 小説・エッセイ
- 三島由紀夫『不道徳教育講座』1958年7月27日創刊号-1959年11月29日号
- 松本清張『蒼い描点』1958年7月27日創刊号-1959年8月30日号
- 石坂洋次郎『若い川の流れ』1958年7月27日創刊号-1958年10月12日号
- 源氏鶏太『最高殊勲夫人』1958年8月24日号-1959年2月8日号
- 大佛次郎『黒い手形』1958年10月19日号-、『西海道中記』1958年-1959年（鞍馬天狗シリーズ）
- 梶山季之『罪の夜想曲』1973-1975年

### 漫画
- 吾妻ひでお『恋人がいっぱい』『野生の王国』1976年
- 凡天太郎『混血児リカ』1970年
  - 混血児リカ - マンガ図書館Z（外部リンク）
- 藤子不二雄Ⓐ『さすらいくん』1973-81年
- 梶原一騎・牧美也子『恋人岬』1976-78年
- 永井豪『ハマグリどっせ〜!!』1976-78年
- 御厨さと美『Z ゼータ』1978年
- よだひでき『マイルド家族』1982-86年
- 内田春菊『シーラカンス・ロマンス』1984年
- わたなべまさこ『新釈 真景累ヶ淵』1985年
- 原作:岡本螢、作画:刀根夕子『おもひでぽろぽろ』1987年
- 土田よしこ『日出子ちゃん』1988年
- 原作:関口誠人、作画:岸本景子『アナザーロード』1988年-1989年

## 不祥事
- 1970年8月30日号に鰐淵晴子が拳銃や麻薬の密輸に関与したとする記事を2ページにわたり掲載。この記事は情報の正確さが分からない段階でタイトルを決め、原稿締め切り当日に警視庁の警部補から10分ほど取材しただけで作り上げた無責任なものであった。鰐淵側が週刊明星を名誉毀損で訴えた結果、1971年10月13日、東京地方裁判所は副編集長に懲役6ヶ月、執行猶予2年の有罪判決を言い渡している[1]。